# Neu-Wien
Neu-Wien (Nouvelle Vienne en français) est une valse de Johann Strauss II (op. 342). Elle est composée pour le chœur d'hommes de Vienne et créée le 13 février 1870, à la « soirée des fous » de l'association, au Dianabad Hall à Vienne.

## Histoire
La valse est l'une des neuf œuvres chantées (six valses, deux polkas et une marche) de Johann Strauss II qu'il a composées pour le Chœur d'hommes de Vienne. Les paroles sont de Josef Weyl, un ami du compositeur, et très critique de l'époque. Par exemple, il traite  de l'émancipation des femmes, l'inflation ou la rénovation urbaine de Vienne. Comme Johann Strauss et son orchestre ont d'autres engagements au moment de sa première, une fanfare militaire dirigée par Eduard Kremser interprète l'œuvre. En conséquence, une version purement instrumentale de la valse est éditée, laquelle se propage mieux que la version chantée. Cependant, la création de la valse est éclipsée le 23 février par la mort d'Anna Strauss, la mère des trois frères compositeurs Johann, Josef et Eduard.
La valse reste cependant au programme des concerts de nos jours, bien que ne faisant pas partie des pièces classiques du répertoire les plus jouées. Des extraits de la valse sont incorporés par Adolf Müller dans l'opérette Wiener Blut qu'il a composée sur la base de motifs de Johann Strauss. La pièce est dédiée au mécène des arts, Nikolaus Dumba (1830-1900).

## Durée
Le temps de jeu est d'environ 8 à 10 minutes, selon la compréhension musicale du chef d'orchestre.

## Postérité
La pièce est  jouée lors du célèbre concert du nouvel an à Vienne en 1942 et 1949, à chaque fois sous la direction de Clement Kraus.